# Солта на земята
„Солта на земята“ (на английски: The Salt of the Earth) е френски документален филм от 2014 година на режисьорите Вим Вендерс и Жулиану Рибейру Салгаду по техен сценарий в съавторство с Давид Розие.
Филмът проследява живота и творчеството на известния бразилски фотограф Себащиау Салгаду, работил в продължение на десетилетия в областта на социалната и документална фотография в различни части на света.
„Солта на земята“ печели три награди на Кинофестивала в Кан и награда „Сезар“ за документален филм, номиниран е за „Оскар“ за документален филм.